# 1985 chez Disney
Cet article présente la liste des évènements de la Walt Disney Productions ayant eu lieu en 1985.

## Résumé

### Autres médias
La société Western Publishing a stoppé courant 1984 la publication des comics aux États-Unis publiés sous le label Whitman Comics. La plupart des publications ne reprendront qu'en 1986 avec l'éditeur Gladstone Publishing hormis quelques one-shots en 1985

### Futures filiales
En janvier 1985, la FCC publie une modification de sa réglementation sur le nombre maximal de stations détenues par une seule société de 7 à 12. Cette décision entraîne de nombreuses transactions pour les sociétés de télévision. Thomas S. Murphy, PDG de Capital Cities Communications, avait contacté Goldenson dès décembre 1984 pour lui proposer une fusion de leurs sociétés respectives. Le 16 mars 1985, le comité de direction d'ABC accepte l'offre d'achat de la part de Capital Cities. Le 18 mars 1985, Capital Cities lance officiellement une offre de rachat sur ABC pour la somme de 3,5 milliards de dollars,,. Pour financer cet achat, Capital Cities emprunte 2,1 milliards d'USD à un consortium de banques, revend plusieurs actifs qui contreviendraient aux règles de la FCC pour 900 millions d'USD et se sépare de plusieurs activités dont l'activité câble vendue à la Washington Post Company. Les 500 millions restants sont fournis par Warren Buffett qui promet que sa société Berkshire Hathaway achètera 3 millions d'actions à 172,50 USD l'une,.
Le 5 septembre 1985, ABC fusionne avec Capital Cities et se rebaptise Capital Cities/ABC. ABC récupère plusieurs stations de télévision (dont KFSN-TV, KTRK-TV et WJRT-TV), le groupe de presse Fairchild Publications et quatre journaux dont le Kansas City Star et le Fort Worth Star-Telegram. Mais en contrepartie ABC revend WXYZ-TV à la E. W. Scripps Company.
En 1985, Marvel ouvre une enchère pour les droits d'adaptation de Spider-Man mais seul Menahem Golan propriétaire du studio Cannon Group enchérit pour 225 000 USD, mais à condition de lancer la production avant avril 1990.
En 1985, Rupert Murdoch achète la part de Marvin H. Davis dans la  Twentieth Century-Fox Film Corporation.

## Événements

### Janvier
- janvier 1985, Signature du contrat créant le partenariat Silver Screen Partners II[12]. La levée de fonds auprès de 28 000 investisseurs atteint les 193 millions d'USD[12].
- 25 janvier 1985, Décès du compositeur Paul J. Smith[13]
- 26 janvier 1985, Première émission du Disney Channel sur FR3

### Février
- 11 février 1985, 
  - À la suite de l'annulation de l'achat de Gibson Greetings par Disney, Gibson accepte le 11 février 1985, les conditions de dédommagements, 7,5 millions d'USD et le remboursement des dépenses engagées[14]
  - Disney accorde aussi une licence de trois ans à Gibson pour des cartes postales et des papiers cadeaux avec des personnages Disney[14].

### Mars
- 9 mars 1985, Première du spectacle Main Street Electrical Parade à Tokyo Disneyland[15]
- 10 mars 1985, Fin du partenariat de General Electric pour l'attraction Carousel of Progress au Magic Kingdom[16]
- 18 mars 1985, Capital Cities lance officiellement une offre de rachat sur ABC pour 3,5 milliards de dollars[4],[5]

### Mai
- 6 mai 1985, Première de la série télévisée Dumbo's Circus sur Disney Channel[17]
- 22 mai 1985, Décès de l'animateur Wolfgang Reitherman[18]

### Juin
- 14 juin 1985, ouverture à Disneyland de la boutique Card Corner sponsorisée par Gibson Greetings[19].

- 19 juin 1985, James P. Jimirro démission de ses postes de président de Disney Channel et Walt Disney Home Video en raison de désaccords avec Michael Eisner[20],[21]
- 22 juin 1985, Ouverture de la salle de spectacle Videopolis à Disneyland[22]

### Juillet
- 24 juillet 1985, Première mondiale du film Taram et le Chaudron magique aux États-Unis

### Septembre
- 2 septembre 1985, Fermeture de l'attraction Adventure Thru Inner Space à Disneyland[23]
- 5 septembre 1985, American Broadcasting Company fusionne avec Capital Cities Communications[9]
- 15 septembre 1985, Début de la série télévisée Les Craquantes sur NBC[24]

### Décembre
- 18 décembre 1985, Signature du protocole d'accord entre Disney et la France pour Euro Disney Resort